# Slobidka, Malîn
Slobidka (în ucraineană Слобідка) este localitatea de reședință a comunei Slobidka din raionul Malîn, regiunea Jîtomîr, Ucraina.

## Demografie
Componența lingvistică a localității Slobidka
     Ucraineană (98,18%)
     Rusă (1,65%)
     Alte limbi (0,17%)
Conform recensământului din 2001, majoritatea populației localității Slobidka era vorbitoare de ucraineană (98,18%), existând în minoritate și vorbitori de rusă (1,65%).